# Tomás Braulio Platero
Tomás Braulio Platero IV (1857 - 1925) fue uno de los fundadores de la Unión Cívica Radical (UCR), el partido político más antiguo de Argentina, y una de las más prominentes figuras afroargentinas de su tiempo.
Platero nació en Buenos Aires en 1857 y, aunque la esclavitud había sido abolida en Argentina en 1812, sufrió la discriminación local hacia personas de color. Se unió a la Unión Cívica original en 1890, y se transformó en un partidario leal del primer líder del partido, Leandro Alem, convirtiéndose en un prominente miembro del comité de La Plata tras la escisión de 1891 en la Unión Cívica, llevando al establecimiento de la UCR (que tenía un mayor activismo hacia el logro del voto masculino universal).
También fue el fundador de la Asociación Profesional de la Provincia de Buenos Aires, y presidente de la Sociedad de Cooperativas Eléctricas. Nombrado como jefe y director del Registro Civil por el 3.er y 5.º distrito de Buenos Aires, legó un sistema de contabilidad por el que los nacimientos, casamientos y defunciones de personas negras eran anotados en diferentes libros contables, y finalmente ayudó a terminar la práctica. En 1877 fue fundador y presidente de la sociedad de socorros mutuos La Protectora. También fue una persona de fuertes convicciones religiosas, y un hermano de la Orden Franciscana.
Tras el suicidio de Alem en 1896, Platero se convirtió en partidario del dr. Hipólito Yrigoyen, cuyo activismo llevó a la aprobación de la Ley Sáenz Peña en 1912, y las primeras elecciones presidenciales de Argentina, en 1916. Como firme defensor del presidente Yrigoyen, Platero era un opositor de los antipersonalistas (un ala más conservadora de la UCR).
Platero murió en La Plata el 17 de febrero de 1925, y a su funeral asistieron las máximas autoridades de la UCR, entre ellos el gobernador de la provincia de Buenos Aires, José Luis Cantilo, Federico Zelarrayán (llevando condolencias de Yrigoyen) y otras figuras de la UCR. Sus restos descansan en el Cementerio de La Plata.